# Teoría ecologista
La teoría ecologista es una teoría arqueológica propuesta por el arqueólogo peruano Federico Kauffmann Doig en 1981 sobre el origen de la civilización andina, particularmente la que surgió en el territorio del actual Perú. Considera que dicho desarrollo civilizatorio se dio a consecuencia de un desequilibrio ecológico, reflejado en el conflicto entre el aumento demográfico y la escasez de tierras de cultivo. Dicha crisis habría llevado al hombre andino a crear las diversas manifestaciones culturales, como el Estado, la técnica agrícola y la organización social y religiosa. 

## Antecedentes
Kauffmann había formulado anteriormente la teoría aloctonista del origen de la cultura peruana, proponiendo que los rudimentos culturales de esta habrían venido de Mesoamérica (México y Centromérica) o de la costa del actual Ecuador. Con ello se enfrentada a la teoría autoctonista de Julio C. Tello, que era la teoría entonces vigente.
Pero ante los nuevos descubrimientos arqueológicos que refutaban varias de las premisas de su teoría, Kauffmann decidió desecharla definitivamente. Pese a ello, los textos escolares han seguido mencionando a la teoría aloctonista como una de las que explican el origen de la civilización andina. Kauffmann ha sido enfático al decir que ya no sostiene esa teoría y así lo ha señalado explícitamente en sus libros.

## La teoría ecologista
Kauffmann decidió enfocar el origen de la civilización andina desde otra perspectiva. Consideró superada la discusión histórica sobre el punto y el tiempo exacto en que se habría originado dicha civilización, y las rutas seguidas en su difusión. Según su opinión, lo más importante era indagar en los factores que llevaron a ese emerger civilizatorio. Su nueva tesis lo condensó en su libro Sobrepoblación en los Andes: una explicación del origen y proceso de la cultura peruana (1991).
El nuevo planteamiento de Kauffmann ha sido denominado  teoría ecologista. Planteó que el desarrollo civilizatorio explosionó a consecuencia del desequilibrio ecológico, esto es, el conflicto entre el permanente crecimiento de la población y la escasez de suelos aptos para el cultivo, sumado a los efectos devastadores del fenómeno de El Niño. Este desequilibrio habría impulsado el surgimiento de la cultura, cuyo objetivo primordial habría sido vencer la escasez de alimentos. Fue así como se produjo el desarrollo de técnicas agrícolas para ganar terrenos de cultivo y domesticar plantas alimenticias. Todo lo cual exigía a su vez una apropiada organización social y política. El culto también habría surgido como una necesidad para contrarrestar, invocando lo mágico-religioso, a la naturaleza agreste, sumándose como complemento el arte iconográfico y simbólico.